# Alina Kabaeva
Alina Maratovna Kabaeva, em russo:  Али́на Мара́товна Каба́ева; em tártaro: Älinä Marat qızı Qabayeva, conhecida mundialmente como Alina Kabaeva (Tashkent, Uzbequistão, 12 de maio de 1983) é uma política e ex-ginasta de ginástica rítmica da Rússia. Kabaeva foi uma das mais bem-sucedidas da história da Rússia nessa modalidade. Alina é bicampeã mundial do individual geral, bicampeã mundial da bola, das fita e medalhista nos demais aparelhos. Em Jogos Olímpicos, é bimedalhista olímpica, sendo uma dessas medalhas de ouro durante os Jogos Olímpicos de Verão de 2004. Kabaeva detém um total de duas medalhas olímpicas, dezoito mundiais e vinte e cinco europeias.

## Carreira como atleta

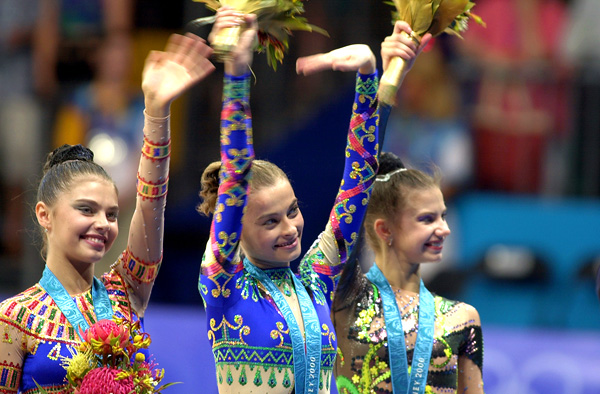
As ginastas rítmicas Alina Kabaeva (bronze), Yulia Barsukova (ouro) e Yulia Raskina (prata) no pódio dos Jogos Olímpicos de Sydney, no ano 2000.

Kabaeva, filha de pai tártaro e mãe russa, nasceu na cidade de Tashkent, localizada na República Socialista Soviética Uzbeque (hoje Uzbequistão). Em 1987, Alina começou a praticar ginástica rítmica, com apenas quatro anos de idade. Sua primeira técnica foi A. Malkina. O seu pai era um jogador profissional de futebol e a família vivia seguindo ele para diferentes lugares como Uzbequistão, Cazaquistão e Rússia. No começo, muitas técnicas rejeitaram Alina porque elas a consideraram como "muito pesada" e "feia" para ser uma ginasta ginástica rítmica, nenhuma delas parecia considerar Alina como uma ginasta por nenhum motivo particular. Pouco depois, Kabaeva se mudou para a Rússia, onde a sua mãe levou à técnica principal russa, Irina Viner vá que gostou dela desde o princípio: 
 "I could not believe my eyes, when I first saw her. The girl has the rare combination of two qualities crucial in Rhythmic Gymnastics - flexibility and agility."
 Irina Viner
Ela ficou com Viner e a partir daí, passou a ganhar títulos após títulos. Ela fez o seu "estrelado" internacional em 1996. Em 1998, a Kabaeva de 15 anos ganhou o European Champioship em Portugal, onde a sua vitória foi considerada por muitos por ser muito "fora do comum". Nesse tempo, ela era a ginasta mais nova do time, competindo internacionalmente com outras ginastas, como Amina Zaripova.
Em 1999, Kabaeva ganhou o campeonato europeu pela segunda vez consecutiva e ganhou o título do mundo em Osaka no Japão. Alina ganhou, no total, cinco medalhas de Individual Geral no campeonato europeu e ganhou outro título mundial em 2003 em Budapeste.
Nos Jogos Olímpicos de Sydney em 2000, Kabaeva era esperada por muitos para ganhar ouro, mas, com base em alguns erros ténicos de apresentação (perdeu o arco e correu para fora do tapete para o pegar) levou para casa uma medalha de bronze com a pontuação final de 39.466 (corda 9.925, arco 9.641, bola 9.950, fita 9.950).
Em 2001, no Jogos da Boa Vontade em Brisbane na Austrália, ela ganhou ouro nos aparelhos Bola, Maças e Corda, e prata na Individual Geral e Arco. Todavia, Kabaeva e a sua amiga Irina Tchachina deram positivo no teste antidoping por usarem diuréticos e tiveram as suas medalhas retiradas. A Irina Viner, a técnica russa principal, disse que as suas ginastas estavam tomando um suplemento alimentar chamado "Hyper" que contém diuréticos, os quais, de acordo com Viner, as ginastas estavam tomando para tensão pré-menstrual. Quando o estoque acabou antes do Goodwill Games, o time reabasteceu em uma farmácia local. De acordo com Viner, o suplemento vendido era falso e continha furosemide. A comissão avisou o Goodwill Games e a FIG, que anularam a pontuação Kabaeva e Tchachina. A FIG também anulou os seus resultados do Campeonato Mundial de Ginástica Rítmica de 2001 em Madrid. No fim, a ucraniana Tamara Yerofeeva foi declarada a campeã mundial de 2001.
Nos Jogos Olímpicos de Atenas em 2004, Kabaeva levou para casa a medalha de ouro no individual geral de Ginástica Rítmica com a pontuação de 108.400 (Arco 26.800, Bola 27.350, Maças 27.150, Fita 27.100), enquanto a medalha de prata foi para a ginasta Irina Tchachina. Em outubro de 2004, Kabaeva anunciou oficialmente a sua retirada da ginástica rítmica. Todavia, em Junho de 2005, a técnica principal Irina Viner anunciou um possível retorno. Kabaeva retornou à sua carreira esportiva nem uma amigável competição Ítalo-Russa em Gênova, no dia 10 de Setembro de 2005. No dia 5 de Março de 2006, ela ganhou o campeonato do Gazprom, com as suas amigas russas Vera Sessina e Olga Kapranova pegando o segundo e o terceiro lugar.

## Retirada da ginástica
Desde 2005, Kabaeva é membro da Câmara Pública da Rússia.
Ela também apareceu rapidamente no filme japonês Red Shadow, fazendo a sua coreografia de ginástica rítmica. O grupo russo de rap Igra Slov fez uma música e vídeo nos quais Kabaeva participou em 2005
Desde 2007, Kabaeva é membro do Parlamento Russo, o Duma Estatal, representando o partido pró-Kremlin Rússia Unida, de Vladimir Putin.

## Suposto relacionamento com Vladimir Putin
Em abril de 2008, o jornal russo Moskovsky Korrespondent noticiou que Kabaeva se iria casar com o presidente russo Vladimir Putin em junho daquele ano, após ele sair do cargo presidencial. A notícia foi supostamente divulgada por um organizador de casamentos na cidade de São Petersburgo que iria organizar a festa do casamento. Em 18 de abril de 2008, Putin comentou o artigo em uma conferência com Silvio Berlusconi, dizendo: "Não tem uma só palavra de verdade". Enquanto Putin esteve fora e indisponível para comentários, a representante de Kabaeva já tinha se recusado a discutir "Isto é tolice". No mesmo dia, Artyom Artyomov, diretor general da Companhia Nacional de Mídia que publica o "Moskovsky Korrespondent", mandou um faxe dizendo que ele decidiu parar de financiar e publicar o jornal por causa de "alto custo" e "diferenças com a equipe editorial sobre o conceito". O jornal foi encerrado em 29 de Outubro de 2008.
Segundo informações do jornal suíço Tages-Anzeiger, Vladimir Putin e Alina Kabaeva tem pelo menos dois filhos: um menino que nasceu na Suíça em 2015 e outro menino que teria nascido em Moscou, em 2019. Outras fontes relatam que Putin e Kabaeva tem quatro filhos (dois meninos e duas meninas) e que todos eles vivem com a mãe na Suíça.